# Johannes de Laspée
Johannes de Laspée (* 25. September 1783 in Johannisberg (Rheingau); † 20. Dezember 1825 in Wiesbaden) war ein deutscher Pädagoge und ein Schüler von Johann Heinrich Pestalozzi.

## Leben
Johannes de Laspée wurde als Sohn des Maurermeisters Conrad Delaspé (1754–1833) und seiner Frau Katharina Lietz (1748–1818) in Johannisberg (Rheingau) geboren. Die Familie seines Vaters stammte ursprünglich aus Belgien.
Nach dem Besuch der Johannisberger Volksschule erlernte Laspée den Beruf des Maurers, besuchte in Mainz das Lehrerseminar, war Küstergehilfe in Höchst am Main, erteilte Privatunterricht als Hauslehrer und wurde schließlich Schüler von Pestalozzi in Yverdon.
Im Jahr 1809 eröffnete Laspée eine Elementarschule in Wiesbaden nach den Lehrmethoden von Pestalozzi, die später zu einem Erziehungsinstitut mit Internat wurde. Johann Wolfgang von Goethe stattete der Schule am 26. August 1814 einen Besuch ab.
Ab 1824 erbaute Laspée in Johannisberg ein Waisenhaus mit angeschlossener Pestalozzi-Schule. Durch den frühen Tod von Laspée im Alter von 42 Jahren (1825) blieb das Projekt unvollendet. Auf dem Grundstück befindet sich heute die Internatsschule Schloss Hansenberg.
Johannes de Laspée war verheiratet mit Theresia Elsinger (1797–1870). Der Künstler August de Laspée (1816–1901) war sein Sohn.

## Ehrungen
Landgraf Friedrich V. von Hessen-Homburg ernannte Johannes de Laspée zum Oberschulrat (1818), Herzog Wilhelm I. von Nassau zum Hofrat (1821). Er war korrespondierendes Mitglied der Gesellschaft zur Beförderung gemeinnütziger Tätigkeit.
Nach Laspée sind eine Grundschule in Geisenheim-Johannisberg sowie Straßen in Geisenheim-Johannisberg und Wiesbaden benannt.